# NK Bela Krajina
Nogometni Klub Bela Krajina (NK Bela Krajina) – słoweński klub piłkarski, założony w 1926 roku w mieście Črnomelj.

## Sukcesy
- II liga:

wicemistrzostwo (1): 2003-04
- III liga:

mistrzostwo (1): 2000-01
wicemistrzostwo (1): 1999-2000